# Alliance pour la démocratie et le développement
L'Alliance pour la démocratie et le développement (en anglais : Alliance for Democracy and Development) est un parti politique camerounais. Son chef est Garga Haman Hadji.
En 2004, son candidat Garga Haman Adji, a obtenu 3,7 % des voix à l'élection présidentielle.
Faute d'élus, le parti n'est pas représenté à l'Assemblée nationale.